# Канада
Вижте пояснителната страница за други значения на Канада.
Кана̀да (на английски: Canada, [ˈkænədə]; на френски: Canada, [kanad'a]) е най-голямата по площ държава в Северна Америка, простираща се от Атлантическия океан на изток до Тихия на запад и до Северния ледовит на север. Тя е втората по площ страна в света след Русия, а нейната обща граница със Съединените щати на юг и северозапад е най-дългата в света.
Територията на днешна Канада е обитавана от хилядолетия от различни местни етнически групи. От края на XV век британски и френски експедиции изследват атлантическото крайбрежие, а след това започват и да се заселват там. Повечето френски колонии са отстъпени на Великобритания след края на Седемгодишната война през 1763 г. Канада възниква през 1867 г., когато три от британските колонии са обединени в Канадска конфедерация, федерален доминион, съставен от четири провинции. Това поставя началото на продължителен процес на териториално разширение и увеличаване автономията на страната. Основни стъпки в него са Уестминстърският статут от 1931 г., както и Законът за Канада от 1982 г., който премахва последните остатъци на правна зависимост на Канада от Британския парламент.
Федерация, съставена от 10 провинции и 3 територии, Канада е конституционна парламентарна монархия, в лична уния с Великобритания. Английският и френският са официални езици на федерално ниво. Канада е просперираща развита държава, деветата по големина икономика в света. Канада има развита икономика, основана на изобилните природни ресурси и външната търговия, главно със Съединените щати. Страната се нарежда на високо ниво в степента на човешко развитие, качеството на живот, здравеопазване, продължителност на живота, общественото образование, икономическата свобода и защитата на гражданските свободи и политически права. Страната е член на Г-7, Г-20, НАТО, ОИСР, СТО, Общността на нациите, ОАД, Азиатско-тихоокеанското икономическо сътрудничество, ООН, НАФТА.

## География
Източна Канада е разделена на северната гора и неплодородния Канадски щит (на френски: Bouclier canadien; на английски: Canadian Shield) на север и плодородната низина Сейнт Лорънс на юг (където и живее по-голямата част от населението). Големи площи от южна централна Канада са заети от Вътрешните равнини. Релефът на Западна Канада е най-вече хълмист от двете страни на Скалистите планини. Ръкавът на залива Хъдсън се врязва дълбоко в страната. В източната част са разположени и Големите езера, които са на границата със САЩ. Там се намира и водопадът Ниагара.
Канада обхваща почти цялата северна половина на Северна Америка. Ширината на тази необятна земя е повече от 5800 km и включва шест часови пояса. Централната част на страната е доминирана от Канадския щит, образуван от магмени и метаморфни скали през ледниковата епоха, днес покрити от обширни гори. Растителността в тази част на страната, най-вече в северните ѝ райони, е тундрова – има иглолистни гори, както и езера. По-далеч на север, в полярния пояс, който обхваща повече от половината от територията на Канада, преобладава студен континентален климат. Тук е царството на водите и ледовете, което се простира върху площ от над 5 млн. km2.

### Граници
Дължината на бреговата линия, включително бреговата линия на островите на Канадския арктичен архипелаг, надхвърля 202 хил. km – най-дългата в света. До юни 2022 г. Канада има сухопътна граница само с една държава – Съединените американски щати. Общата дължина на сухопътната граница между Канада и Съединените щати е 8891 km (включително 2475 km с Аляска). През юни 2022 г. Канада и Дания си поделят арктическия остров Ханс в Арктика и по този начин Дания става втората страна, която има сухопътна граница с Канада (дължина около 1 km). Канада граничи по море с Франция (Сен Пиер и Микелон).

## Природа
Растителността е много разнообразна и варира значително от север на юг. Арктическите острови са в район, където повърхността на земята е покрита с вечен сняг и ледници, които не се топят дори през краткото лято. Остров Бафинова земя и другите острови край северното крайбрежие на Канада са покрити от тундра, която заема целия северен континент, прониквайки далеч на юг по западното крайбрежие на залива Хъдсън и полуостров Лабрадор.

## История

### Етимология
Името Канада идва от думата kanata на езика на племето ирокези, която буквално означава „село“ или „селище“. През 1535 г. местните жители от района на сегашния град Квебек използват тази дума, за да упътят френския мореплавател и изследовател Жак Картие как да стигне до селището Стадакона. По-късно Картие употребява думата kanata не само в смисъла на това конкретно селище, а за да обозначи всички земи, владени от вожда Донакона. Към 1545 г. модифицираната форма canada започва да се използва като топоним, отнасящ се за част от територията на съвременна Канада.
През XVII век и началото на XVIII век Канада се наричат всички земи част от Нова Франция, които се намират по протежението на река Сейнт Лорънс или са част от северните брегове на Големите езера. Този район по-късно е разделен на две британски колонии – Горна и Долна Канада. През 1841 г. колониите са обединени под общото наименование провинция Канада. Когато през 1867 г. чрез конфедеративното обединение на четири провинции е създаден нов британски доминион, чието официално наименование е Канада. До средата на 1950-те най-често използваното име, отнасящо се за страната, е Доминион Канада, но с поетапното издействане на политическа автономия от Обединеното кралство, федералното правителство започва да насърчава използването единствено на името Канада във всички официални документи. През 1982 г. официалният празник на страната е преименуван от Ден на доминиона на Ден на Канада.

### Коренно население
Археологически изследвания и генетични проучвания сред коренното население на Канада показват, че Северен Юкон е бил населен от почти 26 500 години, а първите следи от човешко присъствие в Южен Онтарио са от над 9500 години. Равнините Олд Кроу и пещерите Блуфиш се считат за дом на най-първите заселници на територията на Канада, които често се наричат палеоиндианци. Първите местни общества се характеризирали с уседнал начин на живот, земеделие, строителството на обществени и обредни сгради, появата на социално разслоение и развитието на търговия между различни племена. До пристигането през XV век на първите европейци в Северна Америка голяма част от местните култури вече са били изчезнали и тяхното съществуване е установено благодарение на археологическите открития през XX век.
Няма единодушно мнение за броя на коренното население през вековете, но според различните хипотези то е варирало между 200 хиляди и 2 милиона души към края на XV век. Европейците донасят със себе си непознати дотогава болести, които според различни източници са отговорни за гибелта на между 40% и 80% от местното население. Аборигенните народи включват Първите народи (индианските племена), инуитите (ескимоси) и метисите. Първите метиси се появяват през XVII век, когато европейци и представители на местните народи започват да сключват бракове помежду си. За разлика от индианските племена инуитите са имали ограничен контакт с новите заселници по времето на европейската колонизация, което до известна степен позволява да запазят културата и начина си на живот векове наред.

### Европейска колонизация
Първите европейци, достигнали бреговете на Канада, е предвожданият от Лейф Ериксон норвежки екипаж, който достига до остров Бафинова земя и след това до Лабрадор през 1000 г. Ериксон нарича новооткритите земи Винланд, но след неуспешен опит да създаде постоянна колония, се завръща в Исландия. 
 За следващите пет века няма исторически данни Канада да е била достигана от други европейци. Едва през 1497 г. италианският мореплавател Джовани Кабото, тогава служещ под английски флаг, достига до атлантическото крайбрежие на Канада. Между 1498 и 1521 г. португалски и баски моряци създават по протежението на атлантическото крайбрежие временни лагери, които използват по време на сезонния риболов. През 1534 г. по поръчка на Франция Жак Картие описва и картографира залива Свети Лаврентий и бреговете на река Свети Лаврентий. Френският мореплавател Самюел дьо Шамплен пристига в Канада през 1603 г. и създава първите европейски колонии – Порт Роял (1605 г.) и Квебек (1608 г.). Първите преселници от Франция се заселват по поречието на Свети Лаврентий, в сегашните крайморски провинции Ню Брънзуик, Нова Скотия и Остров Принц Едуард и създават селища на територията на сегашните американски щати Мейн, Върмонт и Ню Хемпшир. От друга страна търговците на кожи и католическите мисионери изучават Големите езера, залива Хъдсън, спускат се по течението на Мисисипи и достигат чак до територията на сегашна Луизиана. Избухналите в средата на XVII век Френско-ирокезки войни (известни още като Боброви войни) поставят край на сравнително спокойното съществуване между заселници и местни.
Около 1610 г. англичаните основават първите рибарски селища в Нюфаундленд, а след това на юг създават Тринадесетте колонии. Между 1689 и 1763 г. избухват общо четири колониални войни между Франция и Англия. С Договора от Утрехт (1713) континенталната част на Нова Скотия минава под британски контрол; Парижкият договор от 1763 г. слага край на Седемгодишната война между двете кралства и установява пълен британски контрол над Канада и по-голямата част от Нова Франция. С Кралската декларация от 1763 г. провинция Квебек е извадена от състава на Нова Франция и става самостоятелна част от Канада, а към Нова Скотия е анексиран остров Кейп Бретон. През 1769 г. остров Свети Джон (сега остров Принц Едуард) става отделна колония. За да избегне възможни конфликти в Квебек, британската власт приема през 1774 г. Закона за Квебек, според който територията на провинцията се разширява до Големите езера и долината на река Охайо. С този закон се възстановяват официалният статут на френския език, правото да се изповядва католицизма и френското гражданско право. Тези реформи пораждат значително недоволство сред англоезичното мнозинство на Тринадесетте колонии и се считат като една от основните предпоставки за избухването на Американската революция.
Парижкият договор от 1783 г. официално признава американската независимост и отстъпва всички територии на юг от Големите езера на Съединените американски щати. Около 50 000 верни на британската корона лоялисти бягат от Щатите в Канада. Ню Брънзуик е отделен от Нова Скотия, а провинция Квебек е разделена на две части – Долна Канада (съвременната провинция Квебек) и Горна Канада (сегашната провинция Онтарио). В Горна Канада се заселват голяма част от британските лоялисти. Горна и Долна Канада се оказват основният фронт по време на войната от 1812 между САЩ и Британската империя. 
С края на войната към Канада започва масирана имиграция от Великобритания и Ирландия. Между 1825 и 1846 г. в Канада пристигат 626 628 имигранти от Европа.
Въстанията от 1837 г. избухват основно поради липсата на отговорно правителство, което реално да управлява в полза на жителите на Доминиона Канада. В Доклада Дърам се препоръчва създаването на отговорно правителство и да се предприемат действия в посока пълната асимилация на френскоговорещите канадци в англоезичното общество. Със Закона за обединение от 1840 г. двете Канади са обединени в една провинция. През 1849 г. е създадено отговорно правителство, което да управлява всички британски северноамерикански провинции. С подписването на Орегонското споразумение от 1846 г. се решава пограничният въпрос с американската територия Орегон и се прокарва граница по протежението на 49-ия паралел в посока запад. Това позволява създаването на колонии в Британска Колумбия и на остров Ванкувър. Териториалната експанзия продължава с експедиции на север и анексирането на днешния канадски Арктически регион и Земя Рупърт, която включва значителна част от северните територии на повечето съвременни провинции.

### Конфедерация и разширяване
След поредица от конституционални обсъждания на 1 юли 1867 г. е приет Конституционалният акт, чрез който се създава конфедерацията Доминион Канада, съставен от провинциите Онтарио, Квебек, Нова Скотия и Ню Брънзуик. Земята Рупърт и Северозападната Територия са обединени в Северозападните територии, а през юли 1870 г. е създадена провинцията Манитоба. През 1866 г. Британска Колумбия и остров Ванкувър се обединяват в обща територия и през 1871 г. стават част от Канадската конфедерация. Две години по-късно това прави и Остров Принц Едуард. Първият министър-председател на новосъздадената Канадска конфедерация, Джон А. Макдоналд, приема редица закони, които да защитят и стимулират развитието на производството и търговията в Канада.
С построяването на три трансконтинентални железопътни линии (включително и Канадската тихоокеанска линия) западните части на страната стават далеч по-достъпни за заселниците, а приетият през 1872 г. поземлен закон за прериите цели да стимулира заселването на обширните степни райони. През 1898 г., малко след началото на Златната треска в Клондайк, канадското правителство създава територията Юкон. На 23 май 1873 г. е създадена Северозападната конна полиция, чиято основна цел е да поддържа реда в най-новите територии на Канада; през 1920 г. това полицейско формирование се превръща в съвременната Кралска канадска конна полиция или просто канадската полиция. По време на управлението на правителството на либерала Уилфрид Лори Албърта и Саскачеван са официално признати за провинции и през 1905 г. влизат в състава на Канадската конфедерация.

### Съвременна история
Включването на Великобритания в Първата световна война на страната на Антантата въвлича и Канада във военния конфликт, защото по това време военната ѝ политика все още е под прекия контрол на Британската империя. Доброволците, изпратени на Западния фронт, формират Канадския военен корпус, който изиграва важна роля в редица битки и в частност в Битката при Вими. От около 625 хиляди канадци, участвали във войната, приблизително 60 хиляди намират смъртта си и още 173 хиляди са ранени. През 1919 г., независимо от Великобритания, Канада става член на Обществото на народите. С Уестминстърския статут от 11 декември 1931 г. Канада получава независимостта си от Обединеното кралство. По времето на Голямата депресия Канада се оказва в тежко икономическо положение, сходно на това в САЩ.
Канада участва във Втората световна война със собствени военни части, необвързани с английската корона. Правителството на либерала Уилям Лайон Макензи Кинг обявява война на Нацистка Германия на 10 септември 1939 г., три дни след включването на Великобритания в конфликта. Първите канадски военни части пристигат в Европа през декември 1939 г. До края на военните действия Канада мобилизира милион и 140 хиляди души, но изпраща като военна помощ по-малко от половината. Канадските части имат съществено участие в Битката за Диеп, Операция Аваланч, Операция Нептун, Операция Овърлорд и Битката за Шелда. В Канада временно се разполагат нидерландското правителство и кралската фамилия в изгнание; страната изиграва важна роля в освобождаването на Бенелюкс от нацистката окупация. По време на войната канадската икономика изживява разцвет благодарение на производството на военна техника, която се изпраща в Европа, Азия и Съветския съюз. Въпреки няколкото вътрешни сътресения, в края на Втората световна война Канада се оказва на страната на победителите, а икономическото ѝ благосъстояние е второто най-добро в световен мащаб.
Нюфаундленд (сега Нюфаундленд и Лабрадор) става част от Канада през 1949 г. Следвоенният икономически разцвет, съчетан с умелата политика на редица либерални правителства, спомагат за формирането на канадското самосъзнание. През 1965 г. е приет сегашният официален флаг на страната, лесно разпознаваем с червеното кленово листо в центъра му. През 1969 г. Канада става двуезична – английският и френският получават еднакъв статут, а през 1971 г. страната официално приема мултикултурализма като определящ обществото ѝ. Предприемат се множество социални промени, сред които общодостъпна безплатна здравна система, канадската пенсионна програма и системата за студентски заеми. След редица обсъждания през 1982 г. действащата дотогава британска конституция е изместена от канадската Харта за права и свободи. През 1999 г. Нунавут става третата канадска територия.
През 60-те години в Квебек настъпват съществени социални и икономически промени, познати като Тихата революция. Формира се модерно националистическо движение, чиято основна цел е отделянето на френскоговорещ Квебек от предимно англоговореща Канада. През 1976 г. националистическата партия Партия на Квебек печели местните избори и организира неуспешен референдум за автономията на провинцията. През 1990 г. правителството на Браян Мълроуни прокарва редица конституционални промени в полза на Квебек, но това не успокоява страстите във френскоговорещата провинция. Тези неуспешни опити за решаване на квебекския въпрос водят до създаването на редица националистически политически партии, които през 1995 г. успяват да издействат провеждането на втори референдум за съдбата на Квебек. Предложението за автономия е отхвърлено със съвсем малка разлика, в негова полза са гласували 49,4% спрямо 50,6% против. През 1997 г. Канадският върховен съд определя за неконституционални всякакви опити за отделянето на Квебек от страната. Това не пречи на канадското правителство през 2000 г. да приеме закон, определящ условията за съгласувано отделяне на Квебек от конфедерацията.
През 1990 г. Канада се включва във Войната в Персийския залив на страната на водената от САЩ коалиция. През 90-те страната активно участва в редица мироопазващи мисии под егидата на ООН. През 2001 г. Канада изпраща военни части в Афганистан, но две години по-късно твърдо отказва да се включи във водената от Щатите война в Ирак.

## Държавно устройство
Канада е едновременно парламентарна демокрация и конституционна парламентарна монархия. Държавният глава е монарх, като това е крал Чарлз III. Монархическият представител в Канада е Генералният губернатор. Неговата роля е да обнародва законите, но има и някои други задължения.

### Административно деление
Канада е федерация, съставена от десет провинции и три територии, които са групирани в региони. Западна Канада се състои от Британска Колумбия и трите прерийни провинции (Алберта, Съскечуан и Манитоба). В Централна Канада влизат Квебек и Онтарио. Атлантическа Канада се състои от трите морски провинции (Ню Брунсуик, о-в Принц Едуард и Нова Скотия) и Нюфаундленд и Лабрадор. За Източна Канада се считат Централна и Атлантическа Канада, взети заедно. Три територии (Юкон, Северозападните територии и Нунавут) съставляват Северна Канада. Провинциите си служат с повече автономия от териториите. Всяка провинция си има свой собствен герб.
Провинциите са отговорни за повечето социални програми на страната (като здравеопазване, образование, социални помощи) и заедно реализират повече приходи отколкото самата държава, почти уникално явление в света. Ползвайки своите права за оползотворяване на средствата, федералното правителство може да инициира национална политика в провинциалните зони, като например Канадския здравен акт; провинциите имат правото да не участват в тях, но рядко го правят. Следвайки англо-саксонската практика на правоохрана полицейските органи за съблюдаване на обществения ред и безопасност са прерогатив основно на провинциите и общините, но повечето от тях делегират чрез договор тези си функции на Кралската канадска конна полиция, която е най-важната полицейска структура в рамките на Доминион Канада.

## Демографски показатели

### Население
По данни от преброяването на населението на Канада от 2021 г. в Канада живеят 36 991 981 дущи – с 5,2% повече, отколкото през 2016 г. През март 2024 г. очакваното население на страната надхвърля 41 милиона души. По брой на населението Канада заема 38-мо място в света, а нейната гъстота на населението (около 4,2 души на 1 km²) е една от най-ниските в света.
Десетте най-големи групи, самоопределили се по етнически или културен произход в страната през 2021 г. са: етнически канадци (съставляващи 15,6% от населението), следвани от англичани (14,7%), ирландци (12,1%), шотландци (12,1%), французи (11,0 %), германци (8,1 %), китайци (4,7 %), италианци (4,3 %), индийци (3,7 %) и украинци (3,5 %). (Всички граждани на Канада са класифицирани като „канадци“ според Закона за канадското гражданство. От 1996 г. насам „канадец“ като етническа група се добавя към въпросниците за преброяване на населението с цел установяване на евентуален родов произход или потекло. "Canadian" е включено като пример във въпросника на английски език, а "Canadien" – като пример във въпросника на френски език.)
Годишният прираст на канадското аборигенно население е два пъти спрямо националния и към 4% от населението на страна са заявили принадлежност към някое от местните малцинства. Други 16,2% от неаборигенното население на Канада са с произход, различен от европейски и се разпределят както следва – 4% от Южна Азия, 3,9% са китайци и 2,5% са чернокожи. През 1961 г. по-малко от 2% от населението на Канада (около 300 хиляди души) е било с неевропейски произход и още около 1% – с аборигенен произход. Към 2006 г. 51% от населението на Ванкувър и 46,9% от населението на Торонто е съставено от представители на неевропейски етнически групи. Преброяването от същата година показва, че на всеки пет канадци поне един е роден извън страната. Около 60% от всички имигранти идват от държави в Азия, включително и Близкия изток. През 2009 г. една трета от всички нови имигранти пристигат от Китай, Филипините и Индия. Според някои прогнози през 2031 г. една трета от всички канадци ще принадлежат към видимите малцинства.
| Религия в Канада (Преброяване от 2001) | Религия в Канада (Преброяване от 2001) | Религия в Канада (Преброяване от 2001) | Религия в Канада (Преброяване от 2001) | Религия в Канада (Преброяване от 2001) |
| -------------------------------------- | -------------------------------------- | -------------------------------------- | -------------------------------------- | -------------------------------------- |
| Религия                                |                                        |                                        | Процент                                |                                        |
| Католицизъм                            | Католицизъм                            |                                        | 43,6%                                  | 43,6%                                  |
| Протестантство                         | Протестантство                         |                                        | 29,2%                                  | 29,2%                                  |
| Атеисти/Агностици                      | Атеисти/Агностици                      |                                        | 16,5%                                  | 16,5%                                  |
| Други християни                        | Други християни                        |                                        | 2,6%                                   | 2,6%                                   |
| Ислям                                  | Ислям                                  |                                        | 2,0%                                   | 2,0%                                   |
| Източно православие                    | Източно православие                    |                                        | 1,5%                                   | 1,5%                                   |
| Юдаизъм                                | Юдаизъм                                |                                        | 1,1%                                   | 1,1%                                   |
| Будизъм                                | Будизъм                                |                                        | 1,0%                                   | 1,0%                                   |
| Хиндуизъм                              | Хиндуизъм                              |                                        | 1,0%                                   | 1,0%                                   |
| Сикхизъм                               | Сикхизъм                               |                                        | 0,9%                                   | 0,9%                                   |

Канада е сред държавите с най-голям годишен приток на имигранти, основно заради благоприятните икономически условия и олекотената имиграционна политика. Очаква се през 2011 г. между 240 хиляди и 265 хиляди души да пристигнат в страната като имигранти, тенденция, стабилно запазила се през последните няколко години. Голяма част от новите имигранти се заселват в силно урбанизираните райони на Торонто, Ванкувър и Отава. Канада е известна и като дом на съществен брой бежанци; на всеки десет бежанци поне един е получил убежище в страната.
По подобие на други развити държави, населението на Канада е в процес на застаряване, а броят на хората в работоспособна възраст намалява с всяка изминала година. Към 2006 г. средната възраст в национален мащаб е 39,5 години. Последните преброявания показват, че имиграционният поток към страната не успява да разреши проблема с постепенното застаряване на населението.

### Религия
По данни на преброяването от 2006 г. 77,1% от населението на Канада се идентифицира като християни, като 46,3% са последователи на католицизма, а 29,2% са протестанти. Общо 16,5% от канадците не се причисляват към нито една религия и около 6,3% изповядват религия, различна от християнската. Най-голям от последната категория е броят на мюсюлманите, които съставляват около 2% от населението или 579 хиляди души. Последователите на юдаизма, будизма, хиндуизма и сикхизма си поделят по един процент. Православните християни в Канада са около половин милион души и са основно хора с източноевропейски произход.

### Език
В Канада двата официални езика са английският и френският. Официалното двуезичие в страната се гарантира чрез Канадската харта за правата и свободите, Закона за официалните езици и Регламента за официални езици, а за прилагането му следи Комисарят по официалните езици. Английският и френският са с еднакъв статут в Парламента и всички федерални институции. Гражданите имат правото да комуникират в държавни институции на един от двата езика, като държавата се задължава да осигури служители, владеещи нужния работен език. Държавата се задължава да осигури съществуването на училища за официалните езикови малцинства в райони, където те имат съществено присъствие.
Английският и френският са майчини езици съответно на 59,7% и 23,2% от всички жители на Канада и са двата най-говорени езика в домашна среда – съответно от 68,3% и 22,3%. Около 98,5% от всички канадци говорят английски или френски (67,5% владеят само английски, 13,3% говорят само френски и 17,7% са двуезични). Англоезичните и франкофонските езикови общности, определени по владеене на един от двата официални езика, съставляват 73,% и 23,6% от населението на Канада.
Хартата за френския език определя френския език като единствен официален език в провинция Квебек. Въпреки че в Квебек живеят 85% от всички френскоговорещи канадци, значителни франкофонски общности съществуват и в провинциите Онтарио, Албърта и Манитоба; в Онтарио живеят над 300 хиляди френскоговорещи. Ню Брънзуик, където франкофоните съставляват 33% от населението на провинцията, е единствената официално двуезична провинция в Канада.
Всички останали провинции нямат определен с местен закон официален език, но френският се използва де юре само в държавни институции, в съдилищата на федерално равнище и като език за преподаване в училищата. Английският е де факто основният език във всекидневната комуникация, медиите и други аспекти на живота. В Манитоба, Онтарио и Квебек е разрешено двата официални езика да се използват в местното законодателство, а всички промени в закона се издават и на двата езика. В Канада има 11 аборигенни езикови групи и повече от 65 самостоятелни диалекта. От тях единствено крий, инуитския и оджибуей се владеят от достатъчно много хора и се считат от държавата като единствените езици с реални шансове да оцелеят през времето. В Северозападните територии няколко местни езика имат официален статут. Инуитският език се говори от почти 70% от населението на територията Нунавут и там е признат като официален език.
Над шест милиона души в Канада са заявили като майчин език език, различен от английски или френски. Повече от един милион души говорят китайски (основно кантонски) като първи език, италианският се владее от 455 040 души, немският – от 450 570 души, панджабският език – от 367 505 и испанският – от 345 345 души. Мнозинството от хора, чийто майчин език не е нито един от официалните, живеят в провинциите Британска Колумбия (около 1,1 милиона) и Онтарио (3,1 милиона).

### Най-големи метрополни региони
Почти 55% от населението на Канада живее в 30-те най-големи града в страната. Ако в тези данни се включват и метрополните региони, процентът скача до 70%. Торонто е най-големият град в Канада с население от 2,7 милиона души (2011 г.) и население на метрополния регион над 5,6 милиона (2011 г.).
| Име                | Провинция          | Население |
| ------------------ | ------------------ | --------- |
| Торонто            | Онтарио            | 5 113 149 |
| Монреал            | Квебек             | 3 635 571 |
| Ванкувър           | Британска Колумбия | 2 116 581 |
| Отава – Гатино     | Онтарио – Квебек   | 1 130 761 |
| Калгари            | Албърта            | 1 079 310 |
| Едмънтън           | Албърта            | 1 034 945 |
| Квебек             | Квебек             | 715 515   |
| Уинипег            | Манитоба           | 694 898   |
| Хамилтън           | Онтарио            | 692 911   |
| Лондон             | Онтарио            | 457 720   |
| Китчънър – Уотърлу | Онтарио            | 457 720   |

## Икономика
Канада е сред икономически най-развитите държави в света и сред държавите с едни от най-високите доходи на глава от населението. Страната е член на Г-7 и на Организацията за икономическо сътрудничество и развитие (ОИСР). Канадската търговия е сред десетте най-големи в световен мащаб, а икономиката ѝ е със смесен характер. Страната е с един от най-големи индекси на икономическа свобода, задминаващ този на САЩ и на повечето западноевропейски държави. Най-големите вносители на стоки, произведени в Канада, са САЩ, Великобритания и Япония. През 2008 г. в Канада са внесени стоки на обща стойност 442,9 милиарда $, от които 280,8 милиарда са от САЩ, 11,7 милиарда са от Япония и 11,3 милиарда са от Великобритания. През 2009 г. търговският дефицит на страната е 4,8 милиарда канадски долара, а излишъкът се е равнявал на 46,9 милиарда канадски долара.
Към октомври 2009 равнището на безработица в национален мащаб е 8,6%, като тази цифра варира от 5,8% в Манитоба до 17% в Нюфаундленд и Лабрадор. В периода октомври 2008 – октомври 2010 канадският трудов пазар губи 162 000 работни позиции на пълен работен ден и 62 хиляди позиции на половин работен ден. За периода 2010 – 2011 държавният дълг на Канада възлиза на 566,7 милиарда долара, което е съществено увеличение спрямо 463,7 милиарда от 2008 – 2009. В началото на 2010 външният дълг на Канада възлиза на 193,8 милиарда долара. За фискалната 2009 – 2010 г. комбинираният държавен и провинциален финансов дефицит възлиза на приблизително 100 милиарда $, от които за годината 2010 – 2011 федералният дефицит набъбва до 49,2 милиарда канадски долара.
През XX век бързото развитие на производството, добивът на полезни изкопаеми и подобряването на сектора за услуги позволява на Канада да се превърне от държава с икономика, силно зависима от земеделието, във високо индустриализирана и силно урбанизирана страна. Канадската икономика е доминирана от сектора на услугите, в който са заети около три четвърти от всички канадци. Канада за разлика от повечето развити държави има особено добре развит първичен сектор, в който дърводобивът и петролната индустрия се ползват с особена важност.
Канада е сред малкото развити държави, които изнасят енергия зад граница. Атлантическото крайбрежие на Канада е богато на залежи от природен газ, а на територията на Албърта има големи залежи на природен газ и петрол. Битумните пясъци в Атабаска, провинция Албърта, съхраняват най-големите залежи на петрол в света, задминати единствено от тези в Саудитска Арабия.
Канада е един от най-големите износители на земеделска продукция в световен мащаб; Канадските прерии са с особена важност заради големия добив на пшеница, рапица и други зърнени култури. Страната е с най-големия добив на цинк и уран, и също така е със съществени добиви на злато, никел, алуминий и олово. В северната част на Канада повечето малки градчета са се развили като миньорски и дърводобивни центрове. Повечето крупни местни производства се намират в провинциите Квебек и Онтарио, като автомобилостроенето и самолетостроенето заемат особено важни позиции в производството.
След края на Втората световна война между икономиките на Канада и САЩ се създава стабилна връзка на взаимна икономическа интеграция, тъй като границата между САЩ и Канада е най-дългата граница между 2 държави, която не е охранявана, която спомага за лесното движение на стоки и инвестиции. Двете страни са си взаимно най-големите икономически партньори. Споразумението за свободна търговия между Канада и Съединените американски щати (на английски: FTA; на френски: ALE), подписано през 1988 г., се превръща в Северноамериканско споразумение за свободна търговия (на английски: NAFTA; на френски: ALÉNA) след включването на Мексико на 1 януари 1994 г.
Всеобхватно икономическо и търговско споразумение (Comprehensive Economic and Trade Agreement – СЕТА) е предложение за споразумение за свободна търговия между Канада и Европейския съюз. В случай на влизане в сила на такова споразумение, то ще елиминира 98% от тарифите/митата между Канада и ЕС.

## Култура
Канадската култура е силно повлияна от британската, френската, ирландската, шотландската и американската, но притежава и много уникални черти. През последните няколко десетилетия се развива все по-ярка и самостоятелна канадска култура, отчасти поради национализма, обхванал Канада през годините около Канадската стогодишнина през 1967 г. Тя е населена от 30,6 милиона души, като повечето от тях живеят в южните територии, до границата със САЩ.

## Други
- Българи в Канада
- Икономика на Канада
- Граница между САЩ и Канада